# Бергер, Рольф
Рольф Бергер (Rolf Berger: 29 декабря 1936, Лейпциг, Саксония — 29 июля 2009, Штраусберг, Бранденбург) — немецкий офицер, бывший генерал-лейтенант ГДР, начальник ВВС/ПВО Национальной народной армии ГДР. Заслуженный военный лётчик Германской Демократической Республики, выпускник Военной академии Генерального штаба Вооруженных сил СССР.

## Биография
Сын немецкого электрика, Рольф Бергер родился 29 декабря 1936 года в Лейпциге. Образование получал в военных учебных заведениях ГДР и СССР. В 1955—1958 годах проходил обучение в офицерской лётной школе в Баутцене, по окончании которой до 1961 года служил в военной эскадрилье Jagdfliegergeschwader 7 (JG-7). В 1961—1964 годах учился в Военной Академии имени Фридриха Энгельса в Дрездене. В 1981—1983 годах проходил обучение в Военной академии Генерального штаба Вооруженных сил СССР.
Служил лётчиком ВВС народной армии ГДР. Служба проходила в 7-й эскадрилье ВВС (1958—1961), в 9-й эскадрилье (1964—1973), пилотом-инструктором при Командовании ВВС (1973—1977).
В ноябре 1976 года был одним из четырёх военнослужащих ГДР, отобранных для проведения подготовки в космонавты по программе «Интеркосмос». 10 ноября 1976 года Рольф Бергер прибыл в Москву для прохождения медкомиссии третьего этапа отбора в Центр подготовки космонавтов имени Ю. А. Гагарина. В число двух членов, отобранных для полета на космическом корабле и его дублера не попал и вернулся домой. В космонавты исследователи были отобраны Эберхард Кёльнер и Зигмунд Йен. Зигмунд Йен стал первым немецким космонавтом. 26 августа 1978 года он в качестве космонавта-исследователя советского космического корабля "Союз-31" вместе с Валерием Быковским совершил полет в космос с посещением орбитальной станции "Салют-6".
В 1976 году Рольфу Бергеру было присвоено воинское звание подполковника ВВС. Продолжил службу заместителем командира 1-й дивизии противовоздушной обороны в Котбусе (1977—1980); 1983 по 1985 год — командиром 3-й дивизии противовоздушной обороны в Тролленхагене; c 1986 по 1988 год — заместителем командующего ВВС и начальником штаба ВВС. В 1988 году присвоено звание генерал-лейтенанта ВВС. В 1989—1990 годах служил командующим ВВС Народной армии ГДР.
После объединения Германии был отправлен в отставку. Рольф Бергер скончался 29 июля 2009 года в возрасте 73 лет. Похоронен на протестантском кладбище на Берлинер-штрассе в Штраусберге в земле Бранденбург.

## Награды и звания
- Орден «За заслуги перед Отечеством» (ГДР)
- Заслуженный военный лётчик Германской Демократической Республики